# Astragalus kentrophyllus
Astragalus kentrophyllus är en ärtväxtart som beskrevs av Dieter Podlech. Astragalus kentrophyllus ingår i släktet vedlar, och familjen ärtväxter. Inga underarter finns listade i Catalogue of Life.